# Descolea antarctica
Descolea antarctica är en svampart som beskrevs av Singer 1950. Descolea antarctica ingår i släktet Descolea och familjen spindlingar.   Inga underarter finns listade i Catalogue of Life.
I den svenska databasen Dyntaxa används istället namnet Descomyces antarctica för samma taxon.  Arten har ej påträffats i Sverige.